# Nishiwaga
Nishiwaga (西和賀町, Nishiwaga-machi) est un bourg du district de Waga, situé dans la préfecture d'Iwate, au Japon.

## Géographie

### Démographie
Au 1er septembre 2015, la population de Nishiwaga s'élevait à 5 816 habitants répartis sur une superficie de 590,74 km2.